# Řetová
Řetová (en allemand : Groß Ritte) est une commune du district d'Ústí nad Orlicí, dans la région de Pardubice, en République tchèque. Sa population s'élevait à 707 habitants en 2024.

## Géographie
Řetová se trouve à 4 km au sud-sud-ouest du centre d'Ústí nad Orlicí, à 45 km à l'est-sud-est de Pardubice et à 140 km à l'est de Prague.
La commune est limitée par Ústí nad Orlicí au nord, par Dlouhá Třebová à l'est, par Přívrat au sud, et par Sloupnice au sud-ouest, par Řetůvka à l'ouest.

## Histoire
La première mention écrite de la localité date de 1292.

## Galerie

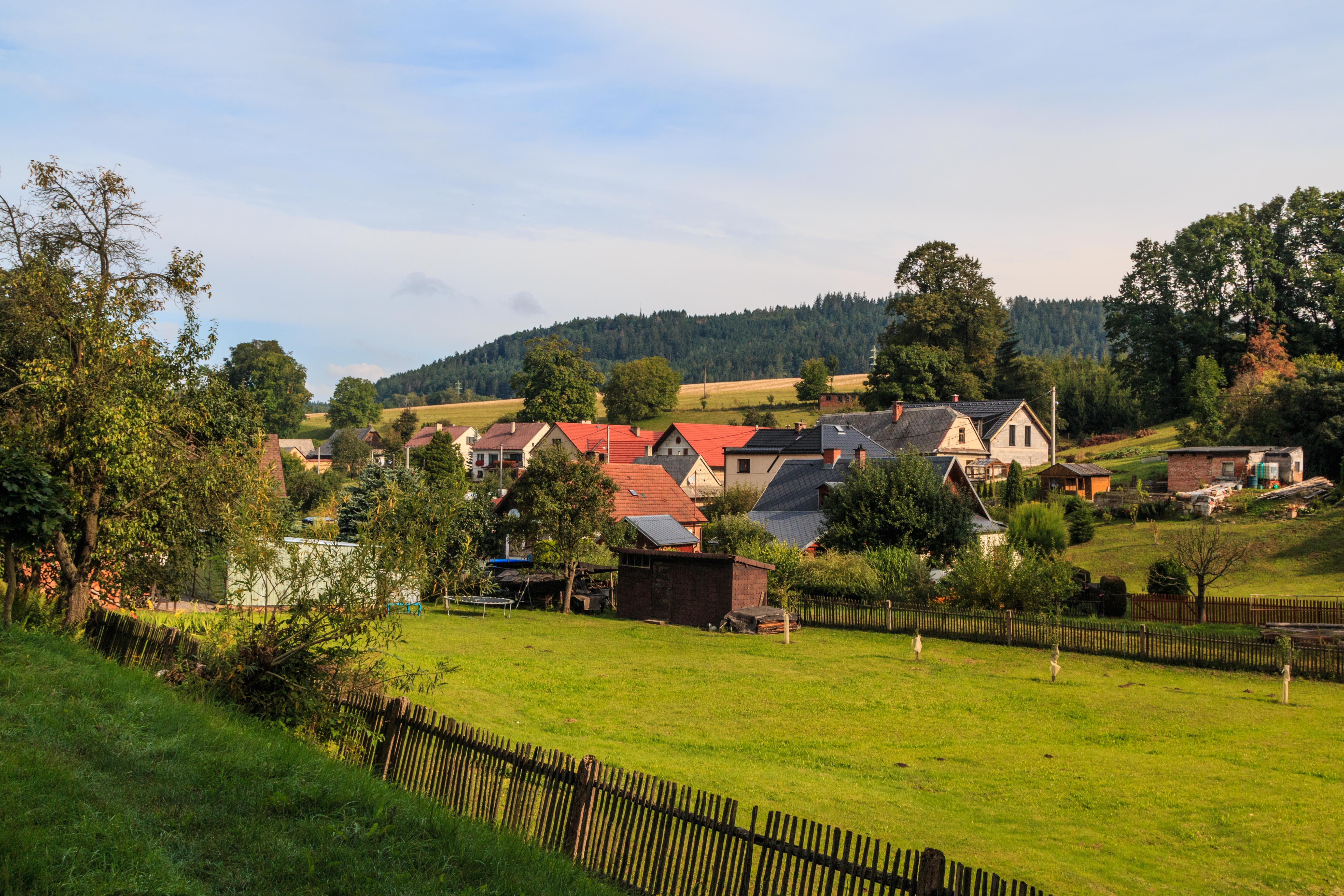
Vue de Řetová.
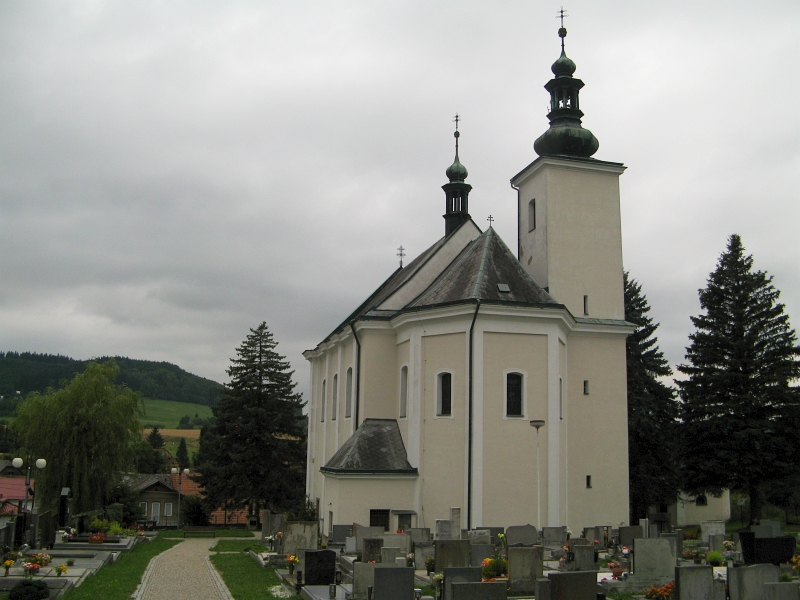
Église Sainte-Marie-Madeleine.

## Transports
Par la route, Řetová se trouve à 7,5 km d'Ústí nad Orlicí, à 63 km de Pardubice et à 173 km de Prague. 